# Herb gminy Kluki
Herb gminy Kluki – jeden z symboli gminy Kluki, ustanowiony 17 listopada 2005.

## Wygląd i symbolika
Herb przedstawia na tarczy w polu błękitnym dąb złoty, z prawej strony pnia lilia srebrna, z lewej takaż podkowa z zaćwieczonym krzyżem kawalerskim.
Dąb symbolizuje leśny charakter gminy oraz tutejszy pomnik przyrody – 900 letni "Dąb Cygański". Z dębem tym wiąże się legenda, której jednym z bohaterów jest Królowa Jadwiga. Lilia pochodzi właśnie z herbu królowej. Podkowa z krzyżem to godło herbu Pobóg Koniecpolskich – właścicieli okolicznych dóbr. Kolory mają symbolizować: błękit: kult Maryjny, niebo i wiarę. Złoto (żółcień): Boski majestat, a także króla – jako Pomazańca Bożego, objawienie Ducha Świętego oraz szlachetność. Srebro (biel): czystość, uczciwość, pokój i wodę.